# Людвіг III (курфюрст Пфальцу)
Людвіг III (нім. Ludwig III.), відомий також як Людвіг Бородатий (нім. Ludwig der Bärtige; 23 січня 1378 — 30 грудня 1436, Гайдельберг) — курфюрст Пфальцу в 1410—1436 роках. Син Рупрехта Пфальцского.

## Біографія
Успадкував батькові в 1410 році. Брав участь в Констанцькому соборі, тримав в полоні в Гайдельберзі скинутого антипапу Івана XXIII і супроводжував Гуса на місце страти; ухилився, однак, від війни з гуситами.

## Родина
Людовік III був одружений двічі. Вперше він одружився 6 липня 1402 року з Бланкою Англійською (1392 — 21 травня 1409), донькою короля Генріха IV Англійського та Марії де Богун. У них був один син Рупрехт (22 травня 1406 — 20 травня 1426).
Вдруге він одружився 30 листопада 1417 року з Матильдою Савойською, донькою Амадео, принца Ахайя. У них було п'ять дітей:
- Матильда (7 березня 1419 — 1 жовтня 1482). Одружена: перший раз в 1434 році — граф Людовік I Вюртемберзький, другий раз в 1452 році — герцог Альбрехт VI Австрійський
- Людвіг IV (1 січня 1424 — 13 серпня 1449)
- Фрідріх I (1 серпня 1425 — 12 грудня 1476)
- Рупрехт (27 лютого 1427 — 26 липня 1480), Курфюрст Архієпископ Кельна
- Маргаретта (близько 1428 — 23 листопада 1466), монахиня в монастирі Лібенау